# Adrian (Uljanov)
Adrian (vlastním jménem: Alexandr Michajlovič Uljanov;* 30. ledna 1951, Moskva) je kněz Ruské pravoslavné církve a emeritní biskup rževský a toropecký.

## Život
Narodil se 30. ledna 1951 v Moskvě, v pravoslavné rodině. Roku 1968 dokončil střední školu. V letech 1969–1971 sloužil v Sovětské armádě. V letech 1972–1974 byl lektorem chrámu na Tagance. Roku 1975 začal pracovat v redakci "Novin Moskevského patriarchátu", v oddělení korektorů a mezitím externě studoval v Moskevském duchovním semináři. Roku 1980 byl přijat do Monastýru svatého Ducha ve Vilniusu. Roku 1981 byl biskupem Vilenským a Litovským Viktorinem postřižen na monacha. Ve stejném roce byl vysvěcen na hierodiakona a roku 1983 na jeromonacha.
Roku 1984 se stal děkanem Chrámu Zvěstování v Kaunasu a Kaunaského děkanství. Roku 1986 byl povýšen na igumena. Roku 1988 se stal představeným Monastýru svatého Ducha ve Vilniusu. Roku 1989 dokončil Moskevskou duchovní akademii. Roku 1993 byl přijat Tverské eparchie. Roku 1994 byl povýšen na archimadritu. Poté se stal ředitelem katedry teologie Tverské vládní univerzity.
Dne 27. července 2011 byl s rozhodnutím Svatého synodu Ruské pravoslavné církve jmenován biskupem bežeckým a vikářem tverské eparchie. Dne 21. září 2011 proběhla v Kazaňském chrámě v Petrohradu jeho biskupská chirotonie. Liturgie byla vedena patriarchou Kirillem.
Dne 27. prosince 2011 byl Svatým synodem převeden do eparchie Ržev. Dne 20. března 2025 jej Svatý synod za neschopnost zavést mnišský život v monastýru svatého Tichona v Toropeci a jeho žádosti o přeměnu monastýru na farnost penzionoval. Jako místo pobytu mu byl zvolen Malický monastýr tverské eparchie.